# Józsa Ödön
Józsa Ödön (Kolozsvár, 1934. július 13.) erdélyi magyar agrármérnök, riporter, újságíró.

## Életútja
Elvégezte a Kézdivásárhelyi Mezőgazdasági Technikumot (1952), a kolozsvári Mezőgazdasági Intézetben szerzett agrármérnöki oklevelet (1956). Előbb a temesvári Szabad Szónál dolgozott, 1962 és 1968 között a magyarszentmártoni mezőgazdasági termelőszövetkezet mérnöke, majd rovatvezetőként visszakerült a Szabad Szó szerkesztőségébe és munkatársa lett a Művelődésnek is. Riportokat, színes jegyzeteket, gazdasági elemzéseket írt.

## Riportkötete
- Csendes ütközet (Temesvár, 1974.)